# Кукањ
Кукањ је тврђава у Црној Гори, која се налази на реци Ћехотини, десетак километара западно од Пљеваља. Његове рушевине леже на брду које се врло стрмо, скоро вертикалним стенама спушта са источне стране према Ћехотини, док им се са западне релативно лако прилази. Из града, од кога су остали углавном само темељи, делимично зарасли у шуму, постојао је добар преглед околине и контрола речне долине. 
Кукањ је познат као летња реизденција Косача. Сандаљ Хранић (1392—1435) је 1423. године у Кукњу издао једну потврду Дубровчанима, а 1429. године потврђује да је примио древске царине. У повељи из 1444. године арагонског и напуљског краља Алфонса V (1442—1458) помиње се Кукањ у Брезници (као „Cochangu in Brisiniza castello con lo contato“) а помиње се и у повељама издатим од стране Фридриха III (1452—1493) као „castrum Gukani“ (1448) и „civitate Eushane cum castris et pertinentis suis“ (1454). 
Мањи и виши део града одвојен је, изгледа, природним сувим шанцем од нижег дела. По остацима темеља може се закључити да је било више разних грађевина у склопу утврђења, а бар једна од три постојеће јаме свакако је била цистерна за воду. Нешто испод утврђења према западу, на једном седлу, налази се старо гробље. На данашњим картама је очуван назив локалитета Подкукањ, у коме је очувано име његовог подграђа, али од њега нису пронађени никакви остаци.

## Напомена
- Напомена: Текст овог чланка је делом, или у потпуности, преузет са ове странице презентације Средњевјековни градови Црне Горе, уз одобрење. Као основа за израду презентације коришћена је књига Павла Мијовића и Мирка Ковачевића „Градови и утврђења у Црној Гори“ (Београд-Улцињ 1975), чији су поједини делови укључени у њу, уз дозволу аутора.